# 必殺始末人
『必殺始末人』（ひっさつしまつにん）は、1997年から1998年にかけて製作された、劇場映画およびオリジナルビデオ作品のシリーズである。

## 概要
必殺シリーズとしては、中村主水（藤田まこと）の一旦の最終作となった『必殺! 主水死す』から9か月後、それまでのテレビシリーズや劇場映画とは一線を画す形で本作が製作された。監督は、一貫してシリーズのメインカメラマン（撮影技師）を務め、テレビシリーズやスペシャル版の演出も経験した石原興が、初めて劇場用映画のメガホンを取ることとなった。
第1作は、当時の松竹が計画していた、味のある特徴的な作品を夜間に随時上映するサテライトシアターシステムの定着を図る目的の協力作品として、固定ファンを掴んでいる必殺シリーズに白羽の矢が立てられた。しかし、サテライトシアターは松竹の経営合理化や、同劇場のある鎌倉シネマワールドの閉鎖により、以降の展開は行われていない。第2作『乱れ咲く女役者の夢舞台』、第3作『地獄に散った花びら二枚』は、オリジナルビデオ作品として製作された。
また、映像作品に連動し、漫画版が『月刊サスペリア』1997年11月号、12月号に前後編で連載された。

## あらすじ
上方でその名を馳せ、江戸へ流れ着いた浪人・山村只次郎は、過去の剣客としての腕を北町奉行所与力・白鳥右京に見込まれ、偽りの処刑を施される。こうして只次郎は、かもめ、リュウとともに「お上が裁けぬ悪を裁く」始末人として生まれ変わるが、私利私欲に走った白鳥に反旗を翻し、牢内の囚人への差し入れを業務とする「地蔵屋」の女将・おとらを元締めとした、新生・始末人として裏稼業を開始する。

## キャスト

### 始末人
- 山村只次郎 - 田原俊彦
- かもめ - 南野陽子
- リュウ - 俊藤光利
- おとら - 樹木希林

### ゲスト
第1作
- 白鳥右京 - 森次晃嗣
- お駒（リュウの母親） - 朝加真由美
- 黒沢河内守 - 伊藤敏八
- おくま - あき竹城
- 古田丈助 - 石倉英彦
- 乾勘兵衛 - 石田弘志
- 井筒屋利兵衛 - 芝本正
- 亀甲屋与右衛門 - 下元年世
- 千太郎 - 水谷敦詞
- 弥七 - 楠年明
- 政吉 - 諸木淳郎
- 浮島太夫 - 斎藤絵里
- お園 - ひろみどり
- 徳松 - 東田達夫
- 与吉 - 大迫英喜
- 酌婦 - 神原千恵
- 同心風の男 - 上野秀年
- 同心 - 福中勢至郎
- 親方 - 松尾勝人

乱れ咲く女役者の夢舞台
- 蝶花 - 若林しほ
- 丈太郎 - 原田大二郎
- 美栗 - 赤坂七恵
- 鉄次 - 篠塚勝
- 浮島太夫 - 斎藤絵里
- 千造 - 石原耕
- 加賀森源次郎 - 朝日完記
- 竜山 - 大竹修造
- 浪速屋宗兵衛 - 久賀大雅
- 正吾 - 柴田善行
- 伊平次 - 入江毅
- 万吉 - 藤枝政巳
- お京 - 紅萬子
- お千代 - 田辺ひとみ
- しげ - 樋田慶子

地獄に散った花びら二枚
- 麻之助 - 田原俊彦（二役）
- 八重姫 - 遠藤久美子
- 石川又三郎 - 三浦浩一
- 石川初 - 水島かおり
- 松永正明 - 寺島進
- おりく - 春やすこ
- 横山多膳 - 平泉成
- 津軽屋 - 入川保則
- 井上利貞 - 西園寺章雄
- 浮島太夫 - 斉藤絵里
- お紺 - 勇家寛子
- おりん - 分寺裕美
- へちま - 森兼万貴
- 井上利通 - 大木晤郎
- 岡村基行 - 水上保広
- 岡村志津 - 宮田圭子
- 雪姫 - 竹内るみ子
- お六 - 絵沢萠子

## スタッフ
- 製作 - 櫻井洋三（松竹京都映画）・鍋島壽夫（衛星劇場）
- プロデューサー - 佐々木勇
- プリデューサー補 - 片岡公生
- 脚本 - 鈴木生朗（第１作）、大津一瑯、綾部伴子
- 音楽 - 平尾昌晃
- 撮影 - 藤原三郎
- 照明 - 中島利男
- 美術 - 原田哲男
- 録音 - 広瀬浩一
- 編集 - 園井弘一
- 調音 - 鈴木信一
- 助監督 - 酒井信行
- 記録 - 野崎やえこ
- 装飾 - 中込秀志
- 製作主任 - 高坂光幸
- 監督 - 石原興（第１作）、松島哲也

## 主題歌
- 石川さゆり「恋路 -たび-」（ポニーキャニオン[1]）
  - 作詞：たきのえいじ／作曲：叶弦大／編曲：今泉敏郎